# Manage
Manage (valonă Manadje) este o comună francofonă din regiunea Valonia din Belgia. Comuna Manage este formată din localitățile Manage, Bellecourt, Bois-d'Haine, Fayt-lez-Manage și La Hestre. Suprafața sa totală este de 19,60 km². La 1 ianuarie 2008 avea o populație totală de 22.460 locuitori. 
Comuna Manage se învecinează cu comunele Chapelle-lez-Herlaimont, La Louvière, Morlanwelz și Seneffe.

## Localități înfrățite
- Franța: Landrecies;
- Franța: Saint-Laurent-Médoc;
- Italia: Bevagna.